# Battaglia del Bagrevand
La battaglia del Bagrevand fu uno scontro combattuto il 25 aprile 775 nelle pianure del Bagrevand, una regione dell'Armenia, tra le forze dei principi armeni che si erano ribellati al Califfato abbaside e l'esercito califfale. La battaglia si concluse con una schiacciante vittoria abbaside, oltre che con la morte dei principali comandanti armeni. La schermaglia coincise con la fine della parentesi al potere della famiglia dei Mamiconi, la quale occupava ruoli di prestigio in Armenia sin dalla tarda antichità. La battaglia segnò infine l'inizio di una migrazione armena su larga scala nell'Impero bizantino.

## Contesto storico e battaglia
In seguito all'instaurazione del Califfato abbaside, il califfo al-Mansur (regnante dal 754 al 775) abolì il precedente sistema di stampo pseudo-feudale adottato da vari principi armeni (nakharar) e inoltre impose loro il pagamento di pesanti tasse. Tali misure, unite a casi di persecuzione religiosa contro la popolazione armena a maggioranza cristiana, provocarono lo scoppio di una grande rivolta anti-abbaside nel 774. La rivolta fu capeggiata da Artavazd Mamicone, attirando il sostegno diretto o tacito della maggior parte delle famiglie nakharar, in particolare i Bagratuni, fino ad allora filo-arabi, mentre gli Artsruni e i Siunia rimasero neutrali. La ribellione coinvolse presto tutta l'Armenia, coincidendo anche con degli attacchi contro gli esattori arabi. Il governatore arabo locale, Al-Hasan ibn Qahtaba, si dimostrò incapace di contenerne la portata. Il califfo inviò 30 000 guerrieri dal Khorasan sotto Amir ibn Isma'il nella provincia e, nel corso della battaglia del Bagrevand del 25 aprile 775, i nakharar subirono una netta sconfitta. Persero infatti la vita i loro comandanti principali, ovvero Sembat VII Bagratuni e Mushegh VI Mamicone. In seguito alla lotta, la rivolta fu brutalmente repressa dagli Abbasidi.

## Conseguenze
Come ha sostenuto lo storico Mark Whittow, la battaglia si rivelò uno «spartiacque nella politica della Transcaucasia». La soppressione dell'insurrezione armena eliminò il potere di diverse case nakharar, in particolare dei Mamiconi, Gnuni, Amatuni, Rshtuni, Saharuni e Kamsarakan, che sopravvissero «o divenendo sudditi di altre famiglie o come esuli a Bisanzio». Gli Artsruni, in particolare, schieratisi al fianco del Califfato, approfittarono del vuoto di potere per affermarsi al potere nel Vaspurakan, mentre i Bagratuni, dopo essersi ritirati per un po' di tempo nelle loro roccaforti montane, riuscirono a riaffermarsi al potere nel Paese durante il IX secolo, in particolare a Bagaran in un primo momento.
A seguito del ripristino della propria autorità in Armenia, gli Abbasidi si preoccuparono di provvedere a un'analoga epurazione della nobiltà cristiana autoctona nel vicino Iberia tra il 780 e il 790. Al contempo, favorirono una politica di crescente insediamento di musulmani arabi nel Transcaucaso, con il risultato che al volgere del IX secolo l'elemento arabo divenne predominante nelle città e nelle pianure. Nel secolo successivo, l'Albania caucasica fu a tutti gli effetti islamizzata, mentre l'Iberia e gran parte dell'Armenia passarono sotto il controllo di una serie di emirati arabi.